# Eleição municipal de Ribeirão Preto em 2008
A eleição municipal da cidade brasileira de Ribeirão Preto em 2008 ocorreu durante o mês de Outubro do mesmo ano, decidindo a composição legislativa e o poder executivo de cidade, sendo que consta como aproximadamente 388.000 o número de eleitores que foram às urnas no dia 5 de Outubro. Caso o candidato que ocupasse a primeira colocação não atingisse uma proporção de votos válidos acima de 50%, o mesmo acabaria disputando um segundo turno, junto com o segundo colocado, o que ocorreria no dia 26 do mesmo mês.
O prefeito da época, Welson Gasparini (PSDB), também tentou a reeleição.
A eleição acabou com a vitória de Dárcy Vera, que assumiria no dia 1 de janeiro do ano seguinte, até o início de 2013, com aproximadamente 52% dos votos válidos.

## Eleitorado
Nas eleições municipais de Ribeirão Preto no ano de 2008, eram aptos a votar um total de 388.690 eleitoras, divididos em 930 seções. Compareceram às urnas um total de 326.876 eleitores, sendo assim, 61.814 abstenções.
Distribuição por sexo e faixa etária (pesquisa realizada em outubro de 2008).
| Faixa Etária       | Masculino | Percentual | Feminino | Percentual | Não Informado | Total   | Percentual |
| ------------------ | --------- | ---------- | -------- | ---------- | ------------- | ------- | ---------- |
| 16 anos            | 795       | 46,630     | 910      | 53,370     | 0             | 1.705   | 0,440      |
| 17 anos            | 1.413     | 48,470     | 1.502    | 51,530     | 0             | 2.915   | 0,750      |
| 18 a 20 anos       | 11.702    | 49,440     | 11.969   | 50,560     | 0             | 23.671  | 6,100      |
| 21 a 24 anos       | 18.274    | 49,060     | 18.972   | 50,940     | 0             | 37.246  | 9,610      |
| 25 a 34 anos       | 43.270    | 48,020     | 46.829   | 51,980     | 0             | 90.099  | 23,230     |
| 34 a 44 anos       | 35.652    | 47,520     | 39.325   | 52,420     | 41            | 75.018  | 19,350     |
| 45 a 59 anos       | 43.228    | 45,790     | 51.027   | 54,050     | 155           | 94.410  | 24,350     |
| 60 a 69 anos       | 15.262    | 43,490     | 19.747   | 56,270     | 83            | 35.092  | 9,050      |
| 70 a 79 anos       | 8.206     | 41,840     | 11.358   | 57,910     | 48            | 19.612  | 5,060      |
| Superior a 79 anos | 3.217     | 40,170     | 4.767    | 59,530     | 24            | 8.008   | 2,070      |
| TOTAL              | 181.019   | 46,680     | 206.406  | 53,230     | 351           | 387.776 | 100,000    |

Analisando mais a fundo todo o eleitorado da cidade de Ribeirão Preto do ano de 2008, 24,35% dos eleitores são constituídos por homens e mulheres de 45 a 59 anos, seguidos por 23,23% de homens e mulheres entre 25 a 34 anos. Os jovens de 16 a 20 anos correspondem a 7,29% dos eleitores.
Estabelecendo um comparativo com o eleitorado da eleição municipal de Ribeirão Preto em 2004, o cenário  era formado por 359.391 eleitores aptos a votar. Sendo assim, as eleições municipais de Ribeirão Preto, tiveram um aumento de 7,55% do seu eleitorado.

## Candidatos
No ano de 2008, houve sete candidatos a prefeito em Ribeirão Preto. 
|  | Nº | Candidato(a) a prefeito | Candidato(a) a prefeito                                | Candidato(a) a vice-prefeito | Candidato(a) a vice-prefeito                          | Coligação |
|  | -- | ----------------------- | ------------------------------------------------------ | ---------------------------- | ----------------------------------------------------- | --- |
|  | 12 |                         | Rafael Silva (PDT) Rafael Antônio da Silva             |                              | Professor Lages (PCdoB) José Antonio Corrêa Lages     | Compromisso com a Verdade - Partido Democrático Trabalhista (PDT) - Partido Comunista do Brasil (PCdoB) |
|  | 13 |                         | Sabino (PT) Feres Sabino                               |                              | Dr. Franco (PT) Antonio Ribeiro Franco                | Por Uma Ribeirão Mais Saudável - Partido dos Trabalhadores (PT) - Partido Republicano Progressista (PRP) |
|  | 14 |                         | Daniel Lobo (PTB) Daniel Ribeiro Lobo                  |                              | Antonio Zachini (PTB) Antonio Carlos Zachini          | Sem coligação - Partido Trabalhista Brasileiro (PTB) |
|  | 16 |                         | Mauro Inácio (PSTU) Mauro da Silva Inácio              |                              | Sabrina Garcia (PCB) Sabrina Angélica de Souza Garcia | Frente de Esquerda Classista e Socialista - Partido Socialista dos Trabalhadores Unificado (PSTU) - Partido Comunista Brasileiro (PCB) |
|  | 25 |                         | Darcy Vera (DEM) Darcy da Silva Vera                   |                              | Marinho Sampaio (DEM) Mário Vieira Sampaio Filho      | Ribeirão para Todos - Democratas (DEM) - Partido do Movimento Democrático Brasileiro (PMDB) - Partido da Mobilização Nacional (PMN) - Partido Social Liberal (PSL) - Partido Verde (PV) - Partido Trabalhista do Brasil (PTdoB) - Partido Social Cristão (PSC) - Partido da República (PR) - Partido Humanista da Solidariedade (PHS) - Partido Trabalhista Nacional (PTN) - Partido Renovador Trabalhista Brasileiro (PRTB) - Partido Popular Socialista (PPS) - Partido Republicano Brasileiro (PRB) |
|  | 45 |                         | Welson Gasparini (PSDB) Welson Gasparini               |                              | Marcelino Machado (PP) Marcelino Romano Machado       | Progresso e Modernidade - Partido da Social Democracia Brasileira (PSDB) - Partido Progressista (PP) - Partido Socialista Brasileiro (PSB) - Partido Trabalhista Cristão (PTC) - Partido Social Democrata Cristão (PSDC) |
|  | 50 |                         | Rubens Chioratto Júnior (PSOL) Rúbens Chioratto Júnior |                              | Professor Laércio (PSOL) Laércio Ferreira da Silva    | Sem coligação - Partido Socialismo e Liberdade (PSOL) |

## Resultado da eleição para prefeito
Houve apenas um turno para eleger o prefeito de Ribeirão Preto em 2008.
| Darcy Vera (DEM)               | Marinho Sampaio (DEM)    | 154.739 | 52,04%  |
| Welson Gasparini (PSDB)        | Marcelino Machado (PP)   | 97.832  | 32,89%  |
| Feres Sabino (PT)              | Dr. Franco (PT)          | 23.839  | 8,01%   |
| Rafael Silva (PDT)             | Professor Lages (PCdoB)  | 12.916  | 4,34%   |
| Rubens Chioratto Júnior (PSOL) | Professor Laércio (PSOL) | 4.894   | 1,65%   |
| Mauro Inácio (PSTU)            | Sabrina Garcia (PCB)     | 1.886   | 0,63%   |
| Daniel Lobo (PTB)              | Antonio Zachini (PTB)    | 1.280   | 0,43%   |
| Total de votos válidos         | Total de votos válidos   | 297.440 | 100,00% |
| Votos apurados                 |                          |         |         |
| Votos válidos                  | Votos válidos            | 297.440 | 90,99%  |
| Votos em branco                | Votos em branco          | 8.733   | 2,67%   |
| Votos nulos                    | Votos nulos              | 20.703  | 6,33%   |
| Total de votos apurados        | Total de votos apurados  | 326.876 | 100,00% |
| Eleitores                      |                          |         |         |
| Comparecimento                 | Comparecimento           | 326.876 | 84,10%  |
| Abstenções                     | Abstenções               | 61.814  | 15,90%  |
| Total de eleitores             | Total de eleitores       | 388.690 | 100,00% |
| Total de seções: 930           |                          |         |         |

## Resultado da eleição para vereador
Vereadores que competiram na eleição de Ribeirão Preto de 2008 e eleitos pra 15ª Legislatura.
| Nome do eleito         | Votos | Percentual | Partido |
| ---------------------- | ----- | ---------- | ------- |
| Silvana Resende        | 6.927 | 2,33%      | PSDB    |
| Samuel Zanferdini      | 6.808 | 2,29%      | PMDB    |
| Walter Gomes           | 6.417 | 2,16%      | PR      |
| Coraucci Neto          | 5.836 | 1,97%      | DEM     |
| Léo Oliveira           | 5.452 | 1,84%      | PMDB    |
| Bertinho Scandiuzzi    | 4.829 | 1,63%      | PSDB    |
| Bebé                   | 4.607 | 1,55%      | DEM     |
| Oliveira Júnior        | 4.392 | 1,48%      | PSC     |
| Cícero Gomes           | 4.220 | 1,42%      | PMDB    |
| Dr. Waldyr Villela     | 4.050 | 1,36%      | DEM     |
| Marcelo Palinkas       | 3.634 | 1,22%      | DEM     |
| Pastor Saulo Rodrigues | 3.558 | 1,20%      | PRB     |
| Maurílio Romano        | 3.551 | 1,20%      | PP      |
| Capela Novas           | 3.456 | 1,16%      | PPS     |
| Gláucia Berenice       | 3.182 | 1,07%      | PSDB    |
| André                  | 3.166 | 1,07%      | PCdoB   |
| Gilberto Abreu         | 2.939 | 0,99%      | PV      |
| Nicanor Lopes          | 2.909 | 0,98%      | PSDB    |
| Giló                   | 2.827 | 0,95%      | PR      |
| Dr. Jorge Parada       | 2.751 | 0,93%      | PT      |

## Representação numérica das coligações na Câmara dos Vereadores
| Coligações       | Votos  | Votos válidos(%) | Número de Vereadores |
| PMDB / DEM       | 90.077 | 30,34            | 7                    |
| PTC / PSDB / PSB | 46.033 | 15,51            | 4                    |
| PR / PT do B     | 28.423 | 9,58             | 2                    |
| PRB / PPS        | 22.677 | 7,64             | 2                    |
| PDT / PC do B    | 21.039 | 7,09             | 1                    |
| PRP / PT         | 19.656 | 6,62             | 1                    |
| PV / PMN         | 19.651 | 6,62             | 1                    |
| PP / PSDC        | 19.307 | 6,50             | 1                    |
| PHS / PSC        | 14.913 | 5,02             | 1                    |
| PSOL             | 5.767  | 1,94             | 0                    |
| PTN / PSL / PRTB | 5.462  | 1,84             | 0                    |
| PTB              | 2.676  | 0,90             | 0                    |
| PSTU / PCB       | 1.163  | 0,39             | 0                    |

## Antecedente
A eleição anterior a de 2008 ocorreu 3 de outubro de 2004, tendo segundo turno e elegendo Welson Gasparini (PSDB) como prefeito de Ribeirão Preto. Outros candidatos da Eleição municipal de Ribeirão Preto em 2004 foram Fátima da Silva Fernandes de Souza (PSTU), Fernando Chiarelli (PTdoB), Gilberto Sidney Maggioni (PT), Luís Felipe Baleia Tenuto Rossi (PMDB) e Rafael Antônio da Silva (PL).